# Breklumer Hefte
Die Breklumer Hefte waren eine Schriftenreihe der Volksmissionsarbeit der Bekenntnisgemeinschaft der Evangelisch-Lutherischen Landeskirche Schleswig-Holsteins, die in den Jahren 1935 bis 1941 im Selbstverlag der Bekennenden Kirche Schleswig-Holsteins in Breklum erschien und 20 Hefte und ein Sonderheft umfasste. Durch die hohen Auflagen bekam die Schriftenreihe reichsweite Bedeutung. Die Breklumer Hefte wurden im Jahr 2018 in einer Gesamtausgabe neu herausgegeben.

## Volksmissionarische Aktivitäten

### 1933 und 1934
Auf den 10. November 1933, den 450. Geburtstag Martin Luthers, ist das Vorwort von Theodor Ellwein und Christian Stoll für die Riederauer Thesen zur lutherischen Volksmission datiert, die 1933 im ersten Heft der Schriftenreihe Bekennende Kirche in München erschienen. Sie wurden vom 1. bis 5. Oktober 1933 in Riederau am Ammersee von einem theologischen Arbeitskreis erarbeitet, der nach dem am 12. September 1933 vorgelegten Plan des bayerischen Landesbischofs Hans Meiser für die künftige volksmissionarische Arbeit in der Evangelisch-lutherischen Landeskirche Bayerns rechts des Rheins berufen worden war.
Ebenfalls am 10. November 1933 erging ein Aufruf der Reichskirchenregierung zur Volksmission an die „deutschen evangelischen Volksgenossen“, der, von Walter Birnbaum erarbeitet und von Joachim Hossenfelder unterschrieben, ganz vom Geist der Deutschen Christen bestimmt war.
Von Januar bis Mai 1934 erschien in Altona in vier Heften die kleine Schriftenreihe Die Gemeindekirche, herausgegeben von dem Theologen Hans Asmussen und dem Architekten Rudolf Jäger.
Zum Thema „Volksmission“ schrieb Asmussen:
„Und wer von uns wäre wohl nicht versucht gewesen, die kirchliche Aufgabe mit der politischen zu verbinden?! Wie schön ließe es sich arbeiten, wenn nationalsozialistische Propaganda und christliches Zeugnis ein und dasselbe wäre! Wenn wir Volksmission treiben, so verläßt uns der Geist, sobald wir ins Agitatorische abgleiten! Der Geist, der uns treibt, gestattet uns nur eines: Die Predigt des Evangeliums! Diese Predigt macht Christum groß und alle Menschen klein! Man kann nur dann die Größe Christi preisen, wenn man zugleich den Hörern sagt: Es ist schon die Axt den Bäumen an die Wurzel gelegt! Tut ihr nicht rechtschaffene Früchte der Buße, dann werdet ihr abgehauen und ins Feuer geworfen. Tut ihr nicht rechtschaffene Früchte der Buße, dann redet bitte nicht in kirchlichen Dingen mit. Eine johlende Menge ist agitatorisch sehr günstig, aber in der Volksmission vertreibt sie den Segen. Darum muß sich die Gemeindekirche von allen Geistern scheiden, welche Volksmission und agitatorisches Handeln verbinden können.“
Die Evangelisch-Lutherische Kirche im Hamburgischen Staate richtete 1934 ein „Volksmissionarisches Amt“ unter der Leitung von Karl Witte ein. Auch in Sachsen wurden entsprechende Bemühungen unternommen.

### 1935 in Schleswig-Holstein
Im Herbst 1935 wurde von der Bekenntnisgemeinschaft der Evangelisch-Lutherischen Landeskirche Schleswig-Holsteins ein volksmissionarisches Amt gebildet, das unter dem Vorsitz von Pastor Johannes Lorentzen-Kiel arbeitete und in Breklum angesiedelt war mit Martin Pörksen als Geschäftsführer. Es diente auch als Ort der vorläufigen Beschäftigung für junge Theologen der Bekenntnisgemeinschaft in Schleswig-Holstein: Sechs der jungen Pastoren, die am 26. Oktober 1935 von Bischof Marahrens in Harburg ordiniert worden waren, wurden zum volksmissionarischen Einsatz nach Breklum abgeordnet.
Diese Volksmission, verbunden mit apologetischer Arbeit, wurde in den Bekenntnisgemeinschaften geleistet, die in vielen Gemeinden sich bildeten. Ihre Mitglieder erhielten eine rote Karte und trugen durch ihre Beiträge zur Ermöglichung der Arbeit bei. Auch öffentliche Versammlungen konnten zuerst noch gehalten werden, bis sie durch Verbot unmöglich gemacht wurden. Die apologetische und volksmissionarische Bedeutung der Breklumer Hefte war groß, in einigen Fällen sogar reichsweit. Sie erschienen im „Amt für Volksmission“ und wurden in Breklum von der Druckerei der Missionsbuchhandlung gedruckt.
P. Lorentzen-Kiel definiert in einem 1935 auf der ersten Bekenntnissynode der schleswig-holsteinischen Bekenntnisgemeinschaft in Kiel gehaltenen Vortrag die Bekennende Kirche (BK) als eine volksmissionarisch aktive Kirche. In der Situation des neuen Heidentums, das das Göttliche in den Tiefen des menschlichen Herzens erleben will, angesichts von Mächten, „die vielleicht positives Christentum sagen, aber das wirkliche biblische Christentum verneinen“, und innerhalb einer Kirche, die unfähig ist zur Auseinandersetzung mit glaubens- und bekenntnisfeindlichen Kräften, darf die BK sich nicht aus sich selbst zurückziehen, sondern muss sich einsetzen für das Wort, das der Kirche anvertraut ist und das sie dieser Welt und diesem Volk schuldet, auch wenn es Stimmen gibt, die das Eintreten für die Reinheit der Verkündigung als Staatsfeindschaft diskreditieren.
Der Lübecker Altbischof Karl Ludwig Kohlwage schreibt über „die Bekennende Kirche in der öffentlichen Auseinandersetzung“:
„‚Die Volksmission der BK predigt unentwegt: Es ist in keinem anderen Heil. Sie kann so predigen, weil sie nicht menschliche Frömmigkeit wecken will, weil sie vielmehr den ewigen Ratschluss Gottes verkündigen darf.‘ Dafür braucht sie Menschen, die dieses Zeugnis und Bekenntnis zur Sache ihres eigenen Lebens machen. Und diese Menschen sind da, die bereit und fähig sind, ‚das Netz auszuwerfen‘, im biblischen Bild. Lorentzen führt die in Hunderte gehenden Volksmissionsversammlungen, Abendveranstaltungen und Volksmissionsfahrten von Vikaren und Studenten ins Feld. Auch hier ein Kernelement der BK: keine ‚Winkelkirche‘, auf sich selbst konzentriert, sondern an die Öffentlichkeit, an das Ganze, an das Volk gewiesen, heute sagen wir: an die Gesellschaft.“

## Die Breklumer Hefte
Die Breklumer Hefte waren „Stimmen zur Bewahrung einer bekenntnisgebundenen Kirche in bedrängender Zeit“. Sie setzten sich kritisch mit den glaubens- und christentumsfeindlichen Strömungen im Nationalsozialismus auseinander. Mit ihren hohen Auflagen (zwischen 10.000 und 65.000, in einem Fall sogar weit darüber hinaus) hatten sie reichsweite Bedeutung. Sie wurden teilweise verboten und eingezogen, was die Rarität der erhalten gebliebenen Exemplare erklärt.
Nach dem Krieg gerieten die Breklumer Hefte in Vergessenheit. In den nordelbischen Bibliotheken waren sie nirgendwo vollzählig greifbar, nicht einmal in Breklum hatte man alle Titel aufbewahrt. Das führte bei den Herausgebern zu der Überzeugung, die Breklumer Hefte samt dem Sonderheft „Die Nordmark im Glaubenskampf. Eine Antwort der Kirche an Gustav Frenssen“ lesbar zu machen und in einer Gesamtausgabe der Öffentlichkeit zu präsentieren.
Die Edition erschien 2018 und war fast acht Jahrzehnte nach der erzwungenen Einstellung der Breklumer Hefte ein neues „Medienereignis“ (Stephan Richter). Zeigte doch der Sammelband erstmals auf einem breiten Fundament, wie sich die Bekennende Kirche Schleswig-Holsteins in der NS-Zeit mit dem damaligen Zeitgeist auseinandergesetzt hat.
„Die Hefte vermitteln eine lebendige Vorstellung vom Denken und Glauben, vom Kämpfen und Argumentieren von Christen in einer wichtigen geschichtlichen Epoche“, unterstreichen die Herausgeber. Sie erwarten, dass sich die wissenschaftliche Theologie mit diesem Vermächtnis der Bekennenden Kirche stärker beschäftigen wird, nachdem die Breklumer Hefte so lange eigenartig ungeordnet und vor allem unausgewertet in der Vergangenheit geruht haben.

### Die Hefte
- Heft 1: Das christliche Bekenntnis und die Deutsche Glaubensbewegung. Eine Auseinandersetzung mit Graf Reventlow und Professor Hauer. Von J. Lorentzen, Pastor in Kiel. 1935
- Heft 2: Weder Hauer noch die Deutschkirche. Ein volkstümliches Wort aus Schleswig-Holstein zum Kampf um den christlichen Glauben. Von Hans Treplin, Pastor in Hademarschen. 1935 (reichsweit nachgefragt; später verboten. Auflage: mindestens 80.–90. Tsd.[10]; Digitalisat)
- Heft 3: Ein christliches Wort zum Mythus des Blutes. Von H. Adolphsen, Pastor in Itzehoe. 1935 (Digitalisat)
- Heft 4: [Mit Gott.] Ein Wort an den deutschen Soldaten. Von Hans Treplin. Pastor in Hademarschen. 1935 (Digitalisat)
- Heft 5: Aberglaube und Zauberei – Wahn oder Wirklichkeit? Von Eduard Juhl, Pastor in Altona-Gr. Flottbek. 1935; 1938: 16.–20. Tsd. (Digitalisat)[11]
- Heft 6: Der verborgene Schatz im Taufsakrament. Von Paul Gerhard Johanssen, Pastor in Osterhever, Eiderstedt. 1936; 1938: 21.–30. Tsd.[12]
- Heft 7: Halt uns bei festem Glauben! Ein Wort an die deutschen Konfirmanden. Von Wolfgang Prehn, Pastor in St. Peter (Nordsee). 1936; 1939: 4. Auflage (Digitalisat)[13]
- Heft 8: Um Kreuz und Altar. Ein Wort aus Schleswig-Holstein zum 5. Hauptstück. Von Hans Treplin, Pastor in Hademarschen. 1936; 1939: 56.–65. Tsd. (Digitalisat)[14]
- Heft 9: Das Bekenntnis – Lebenszeugnis der Kirche. Von J. Lorentzen, Pastor in Kiel. 1936 (Digitalisat)
- Heft 10: Beten. Ein Wort zum 3. Hauptstück. Von Paul Gerhard Johanssen, Pastor in Osterhever, Eiderstedt. 1936; 1938: 21.–30. Tsd.[15]
- Heft 11: Die Kirche und der Jude. Von Pastor Wilhelm Halfmann, Oberkonsistorialrat commiss. in Kiel. 1936; 1937: 21.–30. Tsd. (wurde im April 1937 eingezogen und verboten, Digitalisat)[16]
- Heft 12: Die Stunde der evangelischen Kirche. Von Pastor Wilhelm Halfmann, Oberkonsistorialrat commiss. in Kiel, Amt für Volksmission, Breklum 1937: 20.–40. Tsd. im Druck, 40.–60. Tsd. in Druckvorbereitung (wurde bald eingezogen und verboten, Digitalisat).[17]
- Heft 13: Ernte. Ein Wort an den christlichen Bauern. Von Hans Treplin, Pastor in Hademarschen, Amt für Volksmission, Breklum 1937. (Digitalisat)
- Heft 14: Sterben? Von der Herrlichkeit der Christenhoffnung. Von Paul Gerhard Johanssen, Pastor in Osterhever, Eiderstedt, Amt für Volksmission, Breklum 1937; 1938: 46.–55. Tsd. (Digitalisat)[18]
- Heft 15: Deine Ehe. Von Otto von Dorrien, Pastor in Uetersen. 1937
- Heft 16: Dein Weg zu Gott. Von Hans Dunker, Pastor in Breklum. 1937; 1938: 11.–20. Tsd.[19]
- Heft 17: Die Kirche im Haus. Von Paul Gerhard Johanssen, Pastor in Osterhever, Eiderstedt, Volksmission, Breklum 1938; 1938: 21.–30. Tsd.[20]
- Heft 18: Dein Leid. Ein Wort von der Überwindung des Leides. Von Meno Hach, Pastor in Flensburg, Volksmission, Breklum 1939.
- Heft 19: Was die Bibel wirklich sagt! Von J. Lorentzen, Kiel, Missionsbuchhandlung, Breklum o. J. [1939] (Digitalisat)
- Heft 20: Soll die Kirche im Dorf bleiben? Von J. Bielfeldt – Rendsburg, Missionsbuchhandlung Breklum 1941.

### Die Autoren
- Hans Adolphsen: (im Katalog der DNB)
  - Heft 3: Ein christliches Wort zum Mythus des Blutes
- Johann Bielfeldt: (im Katalog der DNB)
  - Heft 20: Soll die Kirche im Dorf bleiben?
- Otto v. Dorrien: (im Katalog der DNB)
  - Heft 15: Deine Ehe
- Hans Dunker: (im Katalog der DNB)
  - Heft 16: Dein Weg zu Gott
- Meno Hach: (im Katalog der DNB)
  - Heft 18: Dein Leid
- Wilhelm Halfmann: (im Katalog der DNB)
  - Heft 11: Die Kirche und der Jude
  - Heft 12: Die Stunde der evangelischen Kirche
- Paul Gerhard Johanssen: (im Katalog der DNB)
  - Heft 6: Der verborgene Schatz im Taufsakrament
  - Heft 10: Beten – ein Wort zum dritten Hauptstück
  - Heft 14: Sterben? Von der Herrlichkeit der Christenhoffnung
  - Heft 17: Die Kirche im Haus
- Eduard Juhl: (im Katalog der DNB)
  - Heft 5: Aberglaube und Zauberei – Wahn und Wirklichkeit
- Johannes Lorentzen: (im Katalog der DNB)
  - Heft 1: Das christliche Bekenntnis und die deutsche Glaubensbewegung. Eine Auseinandersetzung mit Graf Reventlow und Professor Hauer
  - Heft 9: Das Bekenntnis – Lebenszeugnis der Kirche
  - Heft 19: Was die Bibel wirklich sagt!
- Wolfgang Prehn[21]: (im Katalog der DNB)
  - Heft 7: Halt uns bei festem Glauben. Ein Wort an die deutschen Konfirmanden
- Hans Treplin[22]: (im Katalog der DNB)
  - Heft 2: Weder Hauer noch die Deutschkirche. Ein volkstümliches Wort zum Kampf um den christlichen Glauben
  - Heft 4: [Mit Gott.] Ein Wort an den deutschen Soldaten
  - Heft 8: Um Kreuz und Altar. Ein Wort aus Schleswig-Holstein zum 5. Hauptstück
  - Heft 13: Ernte. Ein Wort an den christlichen Bauern

### Das Sonderheft
Ebenfalls von der Bekenntnisgemeinschaft in Schleswig-Holstein wurde 1936 reichsweit verteilt: Die Nordmark im Glaubenskampf. Eine Antwort der Kirche an Gustav Frenssen. Herausgegeben von J. Lorentzen, Pastor in Kiel; darin:
- Generalsuperintendent D. Dibelius-Berlin: Frenssens Abschied vom Christentum (online auf geschichte-bk-sh.de)
- Professor Pastor Tonnesen-Altona: Die Wandelbarkeit Gustav Frenssens
- Pastor Lorentzen-Kiel: Gustav Frenssens Christusbild
- Pastor Miether-Gelting[24]: Frenssens Gottesbotschaft
- Pastor Dunker-Neukirchen: Die Verschwommenheit des heidnischen Glaubens – Die Klarheit des christlichen Glaubens
- Pastor Treplin-Hademarschen: Anmerkungen zum ersten Psalm
- Frau Pastor Tonnesen-Altona: An Gustav Frenssen. Das Wort einer Mutter aus der Nordmark
- Lehrer Heinrich Voß-Gelting: Um die Jugend der Nordmark. Wort eines Lehrers
- Pastor Tramsen-Innien: Frenssens Urteil über die Kirche der Nordmark und ihre Pastoren
- Pastor Pörksen-Breklum: Nur noch sterbende christliche Gemeinden in der Nordmark?
- Pastor Drews-Hemme: Der Pastor in Hemme schreibt
- Professor Pastor Tonnesen-Altona: Was der Norden sagt! (online auf geschichte-bk-sh.de)
- Pastor Johanssen-Osterhever: Wie wird es weiter gehen?

### Gesamtausgabe
- Karl Ludwig Kohlwage, Manfred Kamper und Jens-Hinrich Pörksen (Hrsg.): „Ihr werdet meine Zeugen sein!“ Stimmen zur Bewahrung einer bekenntnisgebundenen Kirche in bedrängender Zeit. Die Breklumer Hefte der ev.-luth. Bekenntnisgemeinschaft in Schleswig-Holstein in den Jahren 1935 bis 1941. Quellen zur Geschichte des Kirchenkampfes in Schleswig-Holstein. Zusammengestellt und bearbeitet von Peter Godzik, Husum: Matthiesen Verlag 2018, ISBN 978-3-7868-5308-4.

### Weitere Hefte
In den Jahren 1935–1941 erschienen in der Missionsbuchhandlung Breklum weitere volksmissionarische Schriften:
- Peter Piening (Hrsg.): Im Strom oder daneben? Weckrufe zum Aufbruch der Kirche, Breklum: Missionsbuchhandlung 1935 (online auf geschichte-bk-sh.de), darin:
  - Paul Gerhard Johanssen: Handreichung für die Bibelarbeit: Jesaja 40-42, S. 3 f.
  - Peter Piening[25]: Volksmission und Völkermission als Aufgabe der Kirche Jesu Christi, S. 5 ff.
  - Adolf Thomsen[26]: Unser Ziel: Die lebendige Gemeinde, S. 16 ff.
  - Hans Treplin: Durch welche Kräfte lebte und siegte die Urgemeinde?, S. 21 ff.
  - Martin Pörksen: Die Bibel als Schild und Schwert einer kämpfenden Kirche, S. 34 ff.
- Reinhard Wester: Das Wächteramt der Kirche. Eine Predigt, gehalten am 23. Juni 1935 in der Kirche zu Westerland a. Sylt, Breklum: Amt für Volksmission 1935 (online auf geschichte-bk-sh.de).
- Heinrich Kasch: Die Brücke zur Ewigkeit. Ein Wegweiser zum tapferen Christenglauben für Wahrheitssucher, Breklum: Missionsbuchhandlung 1939.
- Margarethe Wacker: Pastor Emil Wacker. Ein kurzes Lebens- und Wesensbild. Vortrag zum 100jährigen Geburtstag des Verewigten, Breklum: Missionsbuchhandlung 1939.
- Wilhelm Wacker: Matthias Claudius. Ein Gedenkblatt zur 200jährigen Wiederkehr des Geburtstages des Wandsbeker Boten im Jahre 1940, Breklum: Missionsbuchhandlung o. J. (7., erweiterte Auflage)
- Johannes Lorentzen: 700 Jahre St. Nikolaikirche in Kiel, Breklum: Missionsbuchhandlung 1941.

### Das umstrittene Heft 11
1936 verfasste Halfmann im Auftrag des Landesbruderrats der Bekennenden Kirche eine Schrift zur Judenfrage: Die Kirche und der Jude.
„Für die Entstehung der Schrift waren vor allem zwei Dinge entscheidend: Erstens hatte durch die Machtübergabe an die Nationalsozialisten die politische Bedeutung der ‚Judenfrage’ zugenommen. Insofern ist die Schrift sicher auch ein Dokument der Zeit, die den judenfeindlichen Zeit-‚Geist’ widerspiegelt. So verwundert es auch nicht, dass Halfmann in der Judenfrage ‚eine Schicksalsfrage für die Kirche in Deutschland und für das deutsche Volk’ sah. Zweitens gab es den Kampf um die Evangelische Kirche. Halfmann versuchte, durch diese Schrift deren Existenz vor allem gegen den allgemein christentumsfeindlichen Rosenberg-Flügel und vermutlich erst in zweiter Linie gegen die Bestrebungen der Deutschen Christen zu sichern. So hielt der Preußische Staatsrat Börger im November 1936 mehrere Vorträge in Schleswig-Holstein, in denen er den Kirchen unter anderem vorwarf, Filialen der jüdischen Synagogen zu sein. Dabei appellierte er an die Zuhörer, ihre Kinder vom schulischen Religionsunterricht abzumelden, was zahlreiche Kirchenaustritte zur Folge hatte. Auf Initiative Halfmanns reagierten zahlreiche Pastoren – jedoch nicht allein die der Bekenntnisgemeinschaft – mit einer Beschwerde beim Landeskirchenamt und einer Kanzelerklärung an ihre Gemeinden. Zeitgleich entwarf Halfmann seinen Vortrag Der Angriff auf die Bibel für die geplanten Bekenntnisgottesdienste Anfang Dezember 1936, entschied sich währenddessen jedoch für den Titel Die Kirche und der Jude.“
In antijudaistischer Tradition betrachtete er die Juden als Feinde des Christentums und der christlichen Völker und zeigte – unter Berufung auf Martin Luther – Verständnis für die damalige staatliche Gesetzgebung gegen die Juden. Er sah es als ein „furchtbares Verhängnis“ an, „daß aus dem berechtigten Kampf gegen das Judentum ein Kampf gegen Christus geworden ist. Denn das bedeutet: Ein Kampf gegen die göttliche Macht, die uns wirklich vor den Verderbensmächten des Judentums bewahren kann!“ Vom gesetzgeberischen Vorgehen des Staates hob er aber die antisemitische Praxis der nationalsozialistischen Weltanschauungskräfte der SA und SS in aller Schärfe ab. Die Kirche könne niemals in deren aggressiven rassistischen Antisemitismus unter der Parole „Schlagt die Juden tot“ einstimmen. Die Judenfrage, weil eine religiöse, sei letztlich nicht mit politischen Mitteln zu lösen – schon gar nicht mit Gewalt, aber auch nicht mit Gesetzen. Die Kirche habe das „fürbittende Gebet“ für die Juden einzusetzen, dass Gott ihre Verwerfung beenden möge.
Halfmann argumentierte in dieser Schrift, nur Christen könnten das Alte Testament richtig, nämlich vom Neuen Testament und Christus als „Mitte der Schrift“ ausgehend, verstehen. Gleichzeitig kritisierte er den völkischen Antisemitismus, ohne sich jedoch ausdrücklich für Getaufte jüdischer Herkunft einzusetzen. Vielmehr verwies er auf die Röm 11,25  verheißene endzeitliche Errettung Israels, um derentwillen das Volk, trotz des Fluchs, der auf ihm liege, am Leben bleiben müsse.
Beeinflusst ist die Schrift von den Riederauer Thesen zur lutherischen Volksmission (Bekennende Kirche, Heft 1) aus dem Jahr 1933, von Volkmar Herntrichs Schriften über das Alte Testament aus den Jahren 1933 bis 1935, von Adolf Schlatters 1935 verfasster Schrift Wird der Jude über uns siegen?, Friedrich Hemans Geschichte des jüdischen Volkes seit der Zerstörung Jerusalems (1927) und Hans Blühers Erhebung Israels [gegen die christlichen Güter] (1931).
Die Schrift wurde von der Reichsschrifttumskammer verboten und von der Gestapo konfisziert mit der Begründung, dass sich der Inhalt des Heftes „gegen die Weltanschauung des Nationalsozialismus richtet“ und „mit den im heutigen Staate herrschenden Anschauungen und Grundsätzen nicht vereinbaren lässt“.
Bereits seit Ende der 1950er Jahre stand Halfmann wegen seiner antijudaistischen Äußerungen in Kritik, als er sich gegen den christlich-jüdischen Dialog aussprach. Dabei thematisierte der SPD-Politiker Jochen Steffen 1958 auch Die Kirche und der Jude. Halfmann verteidigte sich, dass er die Nürnberger Gesetze als Schutzgesetze für die Juden angesehen habe.
Halfmann las auf Grund der Vorwürfe seine Schrift von 1936 noch einmal und empfand sie als „etwas flüchtig zusammengezimmert“. Trotzdem halte er sie im Grundansatz „noch heute für nicht unzutreffend. Denn der religiöse Gegensatz zwischen Juden und Christen ist unleugbar“. Gleichwohl war Bischof Halfmann bewusst, dass seine Schrift gerade nach dem Mord an den Juden ein Problem darstellte. Er behauptete rückblickend, dass er schon 1938 das Verfassen dieser Schrift bereut hätte. Am 5. März 1960 schrieb er an den Hamburger Landesbischof Karl Witte: „Heute wäre eine solche Schrift unmöglich.“ Seine historischen Bemerkungen über die Geschichte der Juden seien „ungerecht, weil einseitig ausgewählt“, „obwohl sie sachlich richtig sind“. Für eine Abkehr vom Antijudaismus sah Halfmann keine Notwendigkeit: „Trotzdem kann ich heute noch nicht anders, als den theologischen Ansatz für richtig zu halten. Aber auch über die Judenfrage zu diskutieren so, daß auch das theologische Nein zum Judaismus, nicht nur zum ‚Antisemitismus‘ durchgehalten wird, ist fast unmöglich. Ich kann die christlich-jüdische Verbrüderung auf humanitärer Basis, unter Eliminierung der Theologie, nicht mitmachen.“
Zur vorsorglichen Verteidigung gegen weitere öffentliche Angriffe gab er an ausgewählte Persönlichkeiten ein fünfseitiges Blatt Bischof Halfmann und die Juden weiter. Diese Schrift aus dem Jahr 1960 besteht im Wesentlichen aus Zitaten seiner Schrift Die Kirche und der Jude von 1936, ergänzt durch die zeitgenössischen öffentlichen Reaktionen und eine Einleitung sowie ein Nachwort Halfmanns. In einem Vortrag vor evangelischen Lehrern äußerte er sich 1960 noch einmal Zur Bewältigung unserer Vergangenheit und kritisierte den Antisemitismus als „Überhebung über den Mitmenschen“.
Von dem Flensburger Kirchenhistoriker Klauspeter Reumann stammt die folgende Einschätzung der Judenschrift Halfmanns:
„Als er [sc. Halfmann] seine Judenschrift Ende 1936 niederschrieb und veröffentlichte, war er noch des guten Glaubens, den radikalen Antisemitismus der NSDAP vom milderen des Staates trennen zu können. Schon im Herbst des folgenden Jahres aber musste Halfmann auf einer Sitzung des Lutherischen Rates der Bekennenden Kirche einsehen, dass die staatlichen Verbotsmaßnahmen des Jahres 1937 gegen die Kirche auf den ausgreifenden und sich verselbständigenden Regierungseinfluss Himmlers und seiner Gestapo zurückgingen. Das dort mitgeteilte Verbot einer Gegenschrift von Walther Künneth gegen Rosenbergs Der Mythus des 20. Jahrhunderts machte ihm klar, dass nun im Staat die Entscheidung endgültig zugunsten der von Rosenberg entwickelten rassistischen Weltanschauung gefallen sei, dass sein Mythus tatsächlich kanonisiert sei. Halfmanns noch vor einem Jahr versuchte Differenzierung zwischen Staat und Partei war überholt, und damit war die von Valentin vorgebrachte Aktionseinheit beider offenkundig. Eine wesentliche Grundannahme Halfmanns in seiner Judenschrift war durch die politische Entwicklung widerlegt, was für ihn eine bittere Desillusionierung gewesen sein muss. ... Halfmanns Schriften über die Juden und die kirchliche Entwicklung werfen in ihren Kernaussagen, ihrer Motivation und vor allem in ihrer Wirkung ein zeittypisches Licht darauf, dass kirchliche Selbstbehauptung in der nationalsozialistischen Bedrohung eine intellektuelle und gewissensmäßige Gratwanderung mit vielfältigen Anfechtungen bedeutete, teils sachlich kritischen, wie von dem jüdischen Richter Valentin, teils gewaltsamen, wie von den staatlichen Behörden. Diese Anfechtungen führten aber auch bei Halfmann zu einer fortschreitenden persönlichen Klärung; zu einer veröffentlichten Korrektur fehlte ihm nach den Zwangsmaßnahmen und dem Verbot der Schrift jede reale Möglichkeit.“

## Neue Reihen

### Bremen-Breklumer Hefte
Von 1968 bis 1970 erschienen in Breklum 6 Publikationen unter dem Titel Bremen-Breklumer Hefte.

### Plattdüütsche Heften ut Breklum
Von 1968 bis 1979 gab es eine Schriftenreihe Plattdüütsche Heften ut Breklum.

### Breklumer Hefte
Im Breklumer Verlag erschienen in den siebziger und achtziger Jahren einige Breklumer Hefte in einer neuen Schriftenreihe.

### Zu den Breklumer Heften im Allgemeinen
- Johannes Lorentzen: Volksmission der Bekennenden Kirche, in: Bruderrat der Bekenntnisgemeinschaft (Hrsg.): Was vor Gott recht ist. Erste Bekenntnissynode der evangelisch-lutherischen Landeskirche Schleswig-Holsteins am 17. Juli 1935 in Kiel, Westerland/Sylt: Geschäftsstelle der Bekenntnisgemeinschaft 1935, S. 27–33 (online auf geschichte-bk-sh.de).
- Johann Bielfeldt: Der Kirchenkampf in Schleswig-Holstein 1933–1945, Göttingen 1964, S. 190–192.
- Paul M. Dahl: Das Werben um die Gemeinde, in: ders.: Miterlebte Kirchengeschichte. Die Zeit der Kirchenausschüsse in der Ev.-Luth. Landeskirche Schleswig-Holsteins 1935-1938. Manuskript abgeschlossen 1980, für das Internet überarbeitet und hrsg. von Matthias Dahl, Christian Dahl und Peter Godzik 2017, S. 55–61 (online auf geschichte-bk-sh.de).
- Wolfgang Prehn (Hrsg.): Zeit, den schmalen Weg zu gehen. Zeugen berichten vom Kirchenkampf in Schleswig-Holstein, Kiel 1985; darin:
  - Hans Dunker: Von Haus zu Haus, S. 91.
  - Martin Pörksen: Volksmission – die keiner kennt, S. 109–117.
  - Martin Pörksen: Die Breklumer Mission – trotz Krieg im Kirchenkampf, S. 119–127.
- Jens-Hinrich Pörksen: Die Breklumer Mission in der Zeit von Martin Pörksen 1934–1956, Kiel 2007; darin:
  - Breklums Konzentration auf die volksmissionarische Auseinandersetzung mit der Ideologie des Nationalsozialismus, S. 23–25.
  - Eine Auseinandersetzung mit dem völkischen Glauben in dem Werk Gustav Frenssens, S. 26–31.
- Klauspeter Reumann: Bekennende Kirche und Breklumer Mission im Kirchenkampf 1933 bis 1945, in: Dietrich Werner (Hrsg.): Ohne Erinnerung keine Zukunft. Beiträge zur Breklumer Missions- und Regionalgeschichte, Neumünster: Wachholtz 2007, S. 237–268.
- Karl Ludwig Kohlwage/Manfred Kamper/Jens-Hinrich Pörksen (Hrsg.): „Was vor Gott recht ist“. Kirchenkampf und theologische Grundlegung für den Neuanfang der Kirche in Schleswig-Holstein nach 1945. Dokumentation einer Tagung in Breklum 2015. Zusammengestellt und bearbeitet von Rudolf Hinz und Simeon Schildt in Zusammenarbeit mit Peter Godzik, Johannes Jürgensen und Kurt Triebel, Husum: Matthiesen Verlag 2015; darin:
  - Karl Ludwig Kohlwage: Die theologische Kritik der Bekennenden Kirche an den Deutschen Christen und dem Nationalsozialismus und die Bedeutung der Bekennenden Kirche für die Neuorientierung nach 1945, S. 15–36.
  - Jens Hermann Hörcher/Jens-Hinrich Pörksen: Die Breklumer Mission – Zentrum der Bekennenden Kirche und der Neuorientierung nach 1945, S. 223–235.
- Uwe Pörksen: Breklehem. Roman eines Dorfes, Husum 2016, S. 103 ff.
- Karl Ludwig Kohlwage, Manfred Kamper, Jens-Hinrich Pörksen (Hrsg.): „Was er euch sagt, das tut!“ Der Wiederaufbau der schleswig-holsteinischen Landeskirche nach dem Zweiten Weltkrieg. Dokumentation einer Tagung in Breklum 2017. Zusammengestellt und bearbeitet von Peter Godzik, Rudolf Hinz und Simeon Schildt, Husum: Matthiesen Verlag 2018, darin:
  - Vorschlag für eine Publikation der gesammelten Breklumer Hefte, S. 189 ff.

### Zum umstrittenen Heft 11
- Jochen Steffen: Offener Brief an Wilhelm Halfmann, in: Flensburger Presse, 15. Mai 1958.
- Wilhelm Halfmann: Entgegnung, in: Flensburger Presse, 29. Mai 1958 (Kopie in: LKAK 20.01 Nr. 660).
- Landeskirchliche Presse- und Informationsstelle (Hrsg.): Bischof Halfmann und die Juden, Kiel 1960 (als Manuskript gedruckt, in: LKAK 20.01 Nr. 660; online auf geschichte-bk-sh.de).
- Christian Kinder: Neue Beiträge zur Geschichte der evangelischen Kirche in Schleswig-Holstein und im Reich 1924-1945. Flensburg: Karfeld 1964 (2. Aufl. 1966; 3. Aufl. 1968), S. 125 f. und 155 ff. (in der 2. Aufl.)
- Wolfgang Gerlach: Als die Zeugen schwiegen. Bekennende Kirche und die Juden (Schriften zu Kirche und Israel, Band 10), Berlin: Institut Kirche und Judentum 1987; 2., bearbeitete und ergänzte Auflage 1993 (= Diss. Hamburg 1970), S. 165–168.
- Klauspeter Reumann: Halfmanns Schrift „Die Kirche und der Jude“ von 1936, zuerst in: Verein für Schleswig-Holsteinische Geschichte (Hrsg.): 100 Jahre Verein für Schleswig-Holsteinische Kirchengeschichte (Schriften des Vereins für Schleswig-Holsteinische Kirchengeschichte, Reihe II, Band 48), Neumünster 1996; jetzt in: Annette Göhres / Stephan Link / Joachim Liß-Walther (Hrsg.): Als Jesus „arisch“ wurde. Kirchen, Christen, Juden in Nordelbien 1933-1945. Die Ausstellung in Kiel, Bremen: Edition Temmen 2003, S. 147–161.
- Klauspeter Reumann: Der Kirchenkampf in Schleswig-Holstein von 1933 bis 1945, in: Schleswig-Holsteinische Kirchengeschichte. Bd. 6/1: Kirche zwischen Selbstbehauptung und Fremdbestimmung, Neumünster 1998, S. 111–451, hier S. 304–307.
- Sönke Zankel: Die Bekennende Kirche und die „Judenfrage“: Der Radikalantijudaismus des Wilhelm Halfmann. In: Niklas Günther / Sönke Zankel (Hrsg.): Die Theologie zwischen Kirche, Universität und Schule. Festschrift für Klaus Kurzdörfer, Kiel 2002, S. 52–66 (überarbeitete Fassung online auf beirat-fuer-geschichte.de).
- Klauspeter Reumann: „... Filialen der jüdischen Synagoge“. Zur Entstehung von Wilhelm Halfmanns „Die Kirche und der Jude“, in: Grenzfriedenshefte, Heft 3, Flensburg 2004, S. 121–134.
- Sönke Zankel: Christliche Theologie im Nationalsozialismus vor der Judenfrage. Die Schrift Halfmanns „Die Kirche und der Jude“, in: Demokratische Geschichte 16 (2004), S. 121–134.
- Hanna Lehming: Antisemitismus in der Kirche – wie kam es dazu? Schleswig-holsteinische Theologen in der NS-Zeit, in: Hansjörg Buss/Annette Göhres/Stephan Linck, Joachim Liß-Walther (Hrsg.): „Eine Chronik gemischter Gefühle“. Bilanz der Wanderausstellung „Kirche Christen, Juden in Nordelbien 1933-1945“, Bremen: Edition Temmen 2005, S. 271–280.
- Christina Semper: Das Verhältnis der Bekennenden Kirche zum Judentum in Schleswig-Holstein am Beispiel Wilhelm Halfmanns, in: Präsident des Schleswig-Holsteinischen Landtages (Hrsg.): Kirche, Christen, Juden in Nordelbien 1933-1945. Die Ausstellung im Landtag 2005 (Schriftenreihe des Schleswig-Holsteinischen Landtages, Heft 7), Kiel 2006, S. 103–113. (online auf kirche-christen-Juden.org)
- Klauspeter Reumann: Bekennende Kirche und Breklumer Mission im Kirchenkampf 1933 bis 1945, in: Dietrich Werner (Hrsg.): Ohne Erinnerung keine Zukunft. Beiträge zur Breklumer Missions- und Regionalgeschichte, Neumünster: Wachholtz 2007, S. 237–268, hier bes. S. 256–259.
- Isabelle Tiburksi/Marek Ehlers: Wilhelm Halfmanns Schrift „Die Kirche und der Jude“ (1936), Uetersen, Februar 2009.
- Sönke Zankel: „Ich kann die christlich-jüdische Verbrüderung unter Eliminierung der Theologie nicht mitmachen“. Bischof Halfmann und der christliche Antijudaismus in den Jahren 1958-1960. In: Demokratische Geschichte. Jahrbuch für Schleswig-Holstein. 21 (2010), S. 123–138 (online auf beirat-fuer-geschichte.de ).
- Stephan Linck: Neue Anfänge? Der Umgang der Evangelischen Kirche mit der NS-Vergangenheit und ihr Verhältnis zum Judentum. Die Landeskirchen in Nordelbien, Kiel 2013, S. 222–228.
- Karl Ludwig Kohlwage: Die schweigende BK, in: ders./Manfred Kamper/Jens-Hinrich Pörksen (Hrsg.): „Was vor Gott recht ist“. Kirchenkampf und theologische Grundlegung für den Neuanfang der Kirche in Schleswig-Holstein nach 1945. Dokumentation einer Tagung in Breklum 2015. Zusammengestellt und bearbeitet von Rudolf Hinz und Simeon Schildt in Zusammenarbeit mit Peter Godzik, Johannes Jürgensen und Kurt Triebel, Husum: Matthiesen Verlag 2015, S. 32–33.
- Uwe Pörksen: Breklehem. Roman eines Dorfes, Husum 2016, S. 108; 198 f.:

„... Wilhelm Halfmann, der viel Umstrittene, ein klarer Kopf der ersten Stunde, der sieht, mit wem er es bei dem Kanzler zu tun hat, welcher die Grundlage der christlichen Religion auf den Müllhaufen werfen will, sagt es, wiederholt es, trägt es vor – und winkt dann in einer Schrift, in der er dies noch einmal wiederholt, mit antijüdischer Hetze, als wäre er auf der anderen Seite ... Wollte er den spionierenden Gegnern ihren Maulkorb, den Gefängnisschlüssel, die Pistole aus der Hand nehmen, um seine kirchenpolitische Arbeit fortsetzen zu können? Hatte er Angst? Dachte er so? War die Hetze Gemeingut? ...“